# Voldgrav
En voldgrav er oftest en vandfyldt fordybning anlagt som led i forsvarsværkerne rundt om en borg, et slot eller en by.